# Clematis mauritiana
Clematis mauritiana är en ranunkelväxtart som beskrevs av Jean-Baptiste de Lamarck. Clematis mauritiana ingår i släktet klematisar, och familjen ranunkelväxter. Inga underarter finns listade i Catalogue of Life.

## Bildgalleri

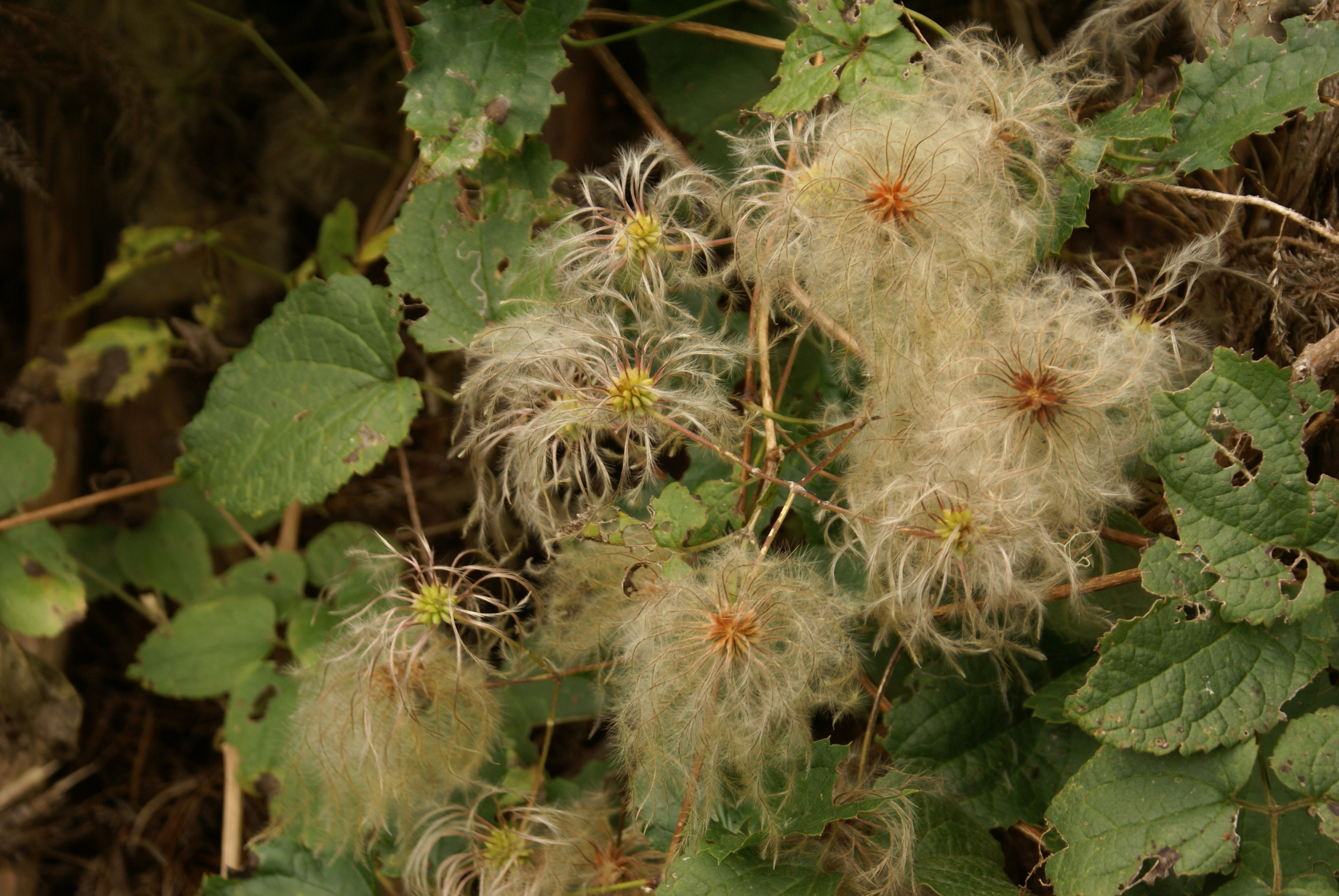
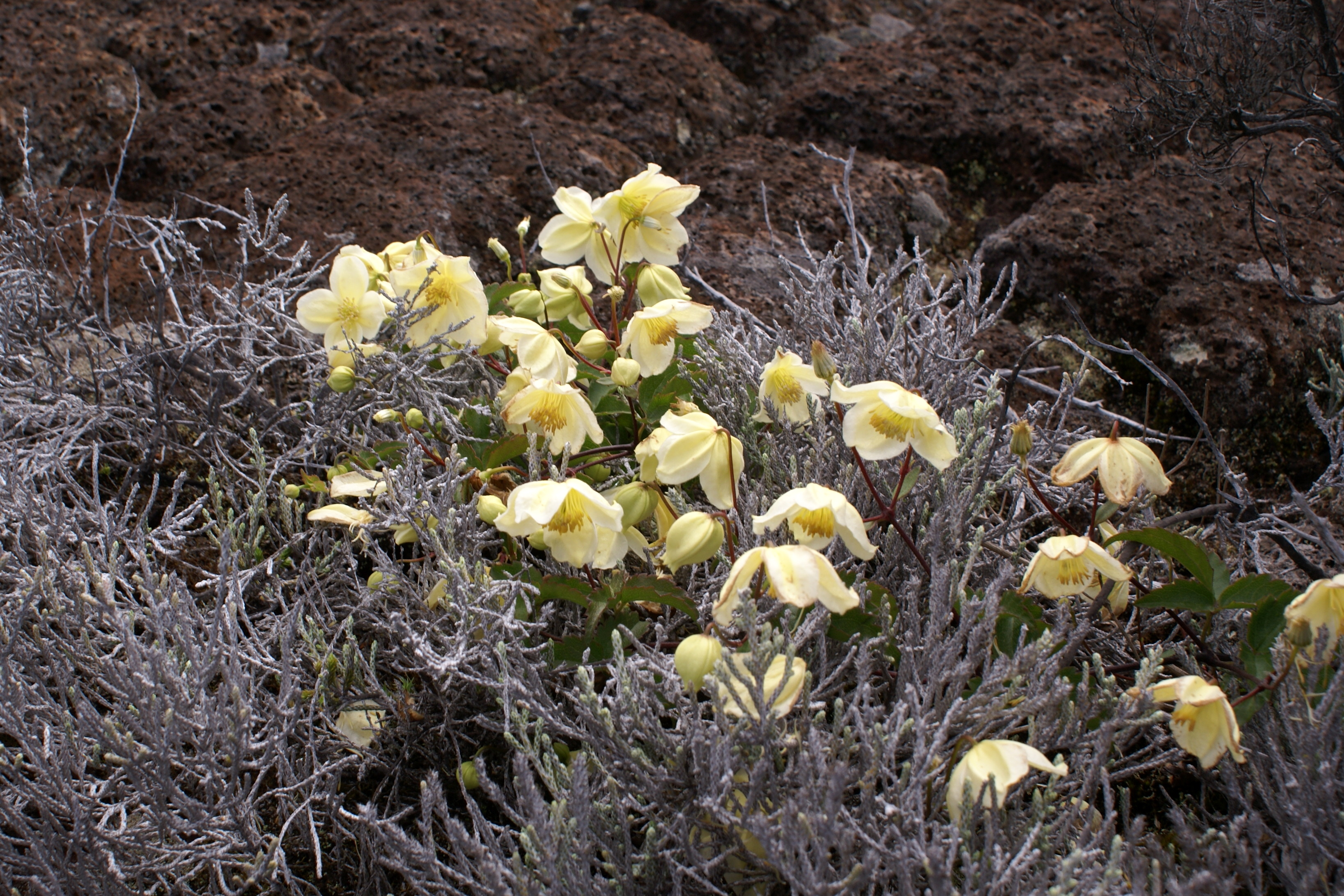
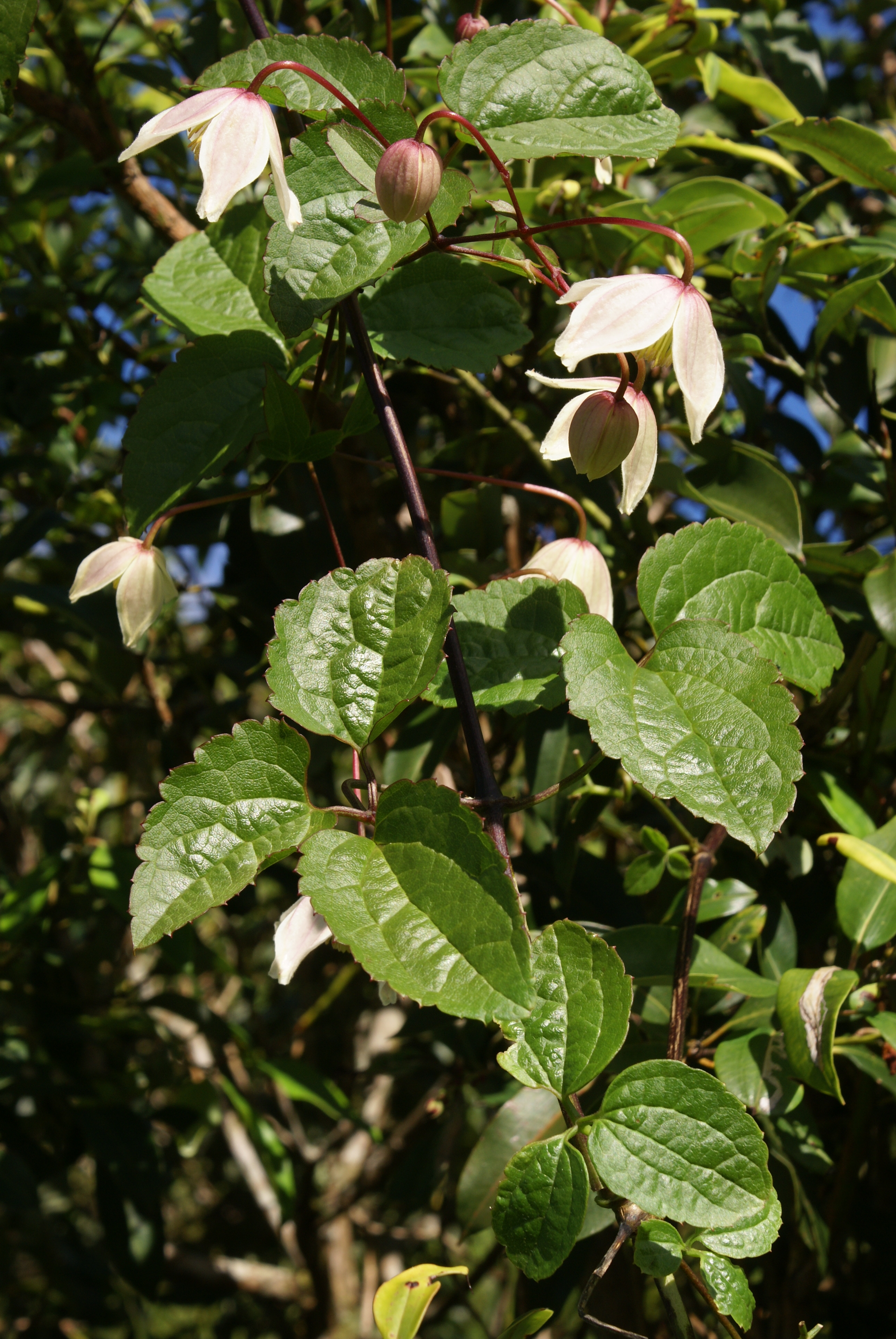
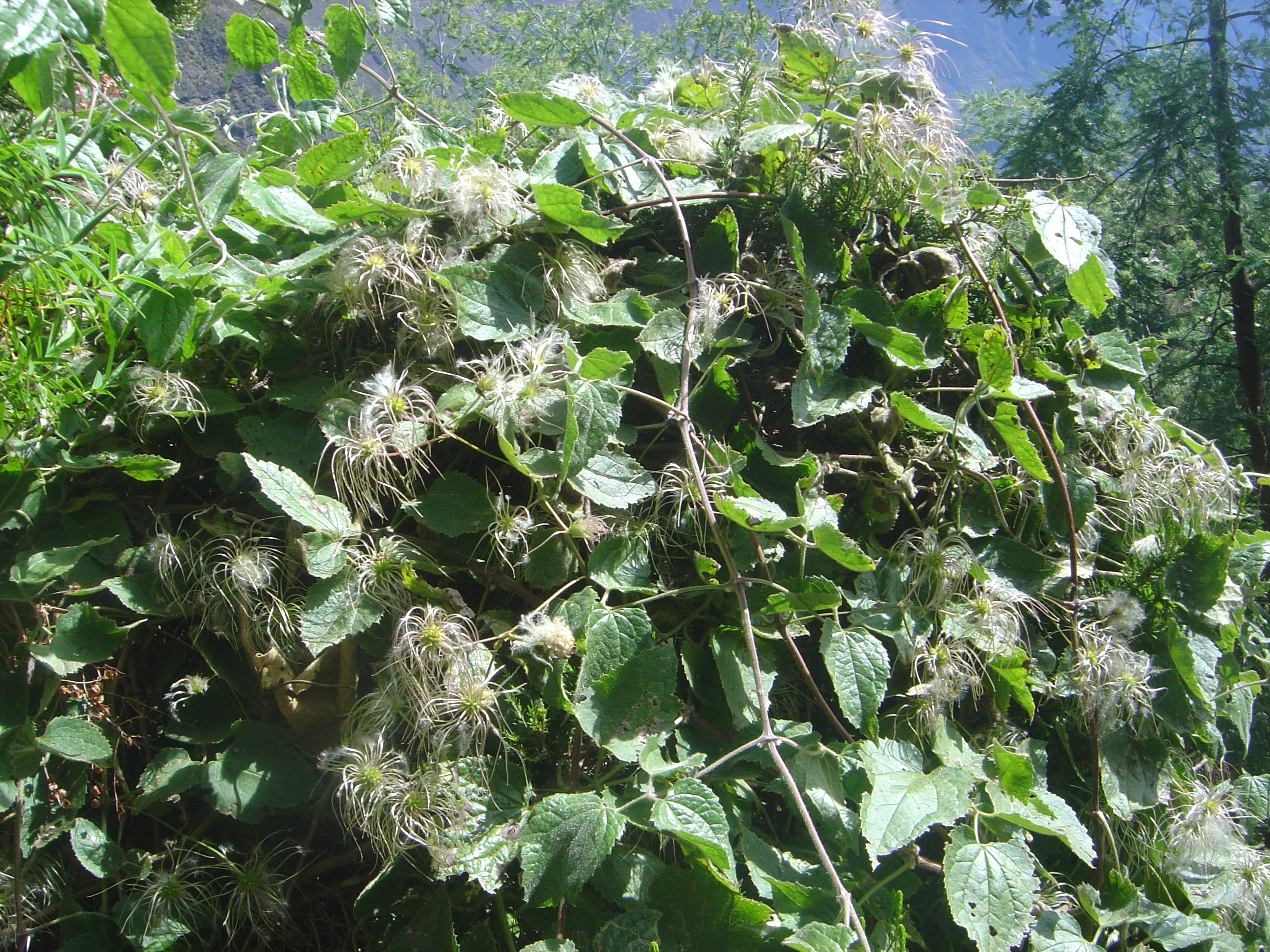